# Jost Wischnewski

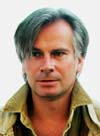
Jost Wischnewski (2004)

Jost Wischnewski (* 28. Juni 1962 in Düsseldorf) ist ein deutscher Bildhauer, Installations- und Medienkünstler. Er lebt in Worpswede und Düsseldorf.

## Wirken

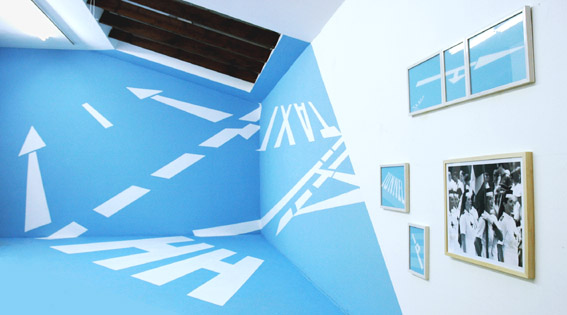
Jost Wischnewski, HH-Teststrecke, 2004

Wischnewski studierte Fotografie und Bildhauerei an der Kunstakademie Düsseldorf und war Meisterschüler bei Klaus Rinke. Nach anfänglicher Arbeit mit Großskulpturen, die in Anlehnung an Robert Smithson auf den urbanen Raum reagieren, setzt sich Wischnewski heute verstärkt mit öffentlichen Zeichensystemen (Verkehrssignalen, Schildern, Markierungen, Straßenbemalungen) und großstädtischen Infrastrukturen auseinander, die er dokumentiert, systematisch ordnet und in Video- und Fotoarbeiten sowie in raumgreifenden Installationen und Skulpturen im öffentlichen Raum umsetzt.
Von 1997 bis 2008 organisierte er gemeinsam mit dem Kurator Karl Heinz Rummeny im historischen Park des Düsseldorfer Künstlervereins Malkasten den freien Ausstellungsraum PARKHAUS im Malkastenpark: 1997–2008 insgesamt 75 Projekte mit regionalen und internationalen Künstlern und Kuratoren, u. a. mit Christian Marclay, Joseph Beuys, Katharina Fritsch, Gilbert & George, Bruno Corà und Sylvie Fleury.

## Preise, Stipendien und Förderungen (Auswahl)
- 2021 Buch- und Ausstellungsförderung, BRÜCKE VENEDIG durch das Deutsche Studienzentrum Venedig, die Beauftragte der Bundesregierung für Kultur und Medien, die Karin und Uwe Hollweg Stiftung, Bremen und die Hackerodt Kunst- und Kulturstiftung, Hannover.
- 2019/2020 STALAG XB, Buchprojekt- und Ausstellungsförderung, durch die Stiftung Gedenkstätte Lager Sandbostel, Waldemar Koch Stiftung, Bremen
- 2019 Deutsches Studienzentrum in Venedig, Stipendium der Bundesrepublik Deutschland
- 2017 ABBAU, Buchprojekt- und Ausstellungsförderung, Karin und Uwe Hollweg Stiftung, Waldemar Koch Stiftung, Bremen
- 2015 Buchprojekförderung, Stadt Wilhelmshaven, JadeWeserPort Realisierungsgesellschaft, E.ON und GDF-Suez
- 2012 Paula Modersohn-Becker Sonderpreis
- 2006 Buchprojektförderung, Stiftung van Meeteren und Kunststiftung NRW
- 2004 Barkenhoff, Künstlerhäuser Worpswede
- 2003–2004 Projektförderung, Stiftung Kunstfonds, Bonn
- 2003 Projektförderung, Kunstverein für Rheinlande und Westfalen/Deutsche Bank
- 2003 Stipendium der Bundesrepublik Deutschland in der Casa Baldi, Olevano Romano bei Rom
- 1998 Aufenthaltsstipendium, Künstlerdorf Schöppingen
- 1996 ARTEX, Austauschprogramm der Stadt Düsseldorf mit Osaka
- 1994 Arbeitsstipendium der Kunststiftung NRW
- 1991–1992 DAAD-Stipendium in Rom, Italien
- 1991 Reisestipendium der Kunstakademie Düsseldorf nach Italien

Quelle: